# Limenitis herbita
Limenitis herbita är en fjärilsart som beskrevs av Gustav Weymer 1907. Limenitis herbita ingår i släktet Limenitis och familjen praktfjärilar. Inga underarter finns listade i Catalogue of Life.